# Rolf Stommelen
Rolf Johann Stommelen (* 11. Juli 1943 in Siegen; † 24. April 1983 in Riverside, Kalifornien) war ein deutscher Sportwagen- und Formel-1-Rennfahrer.

## Kindheit und Jugend

Das typische Grunddesign von Rolf Stommelens Helm ab 1971/72

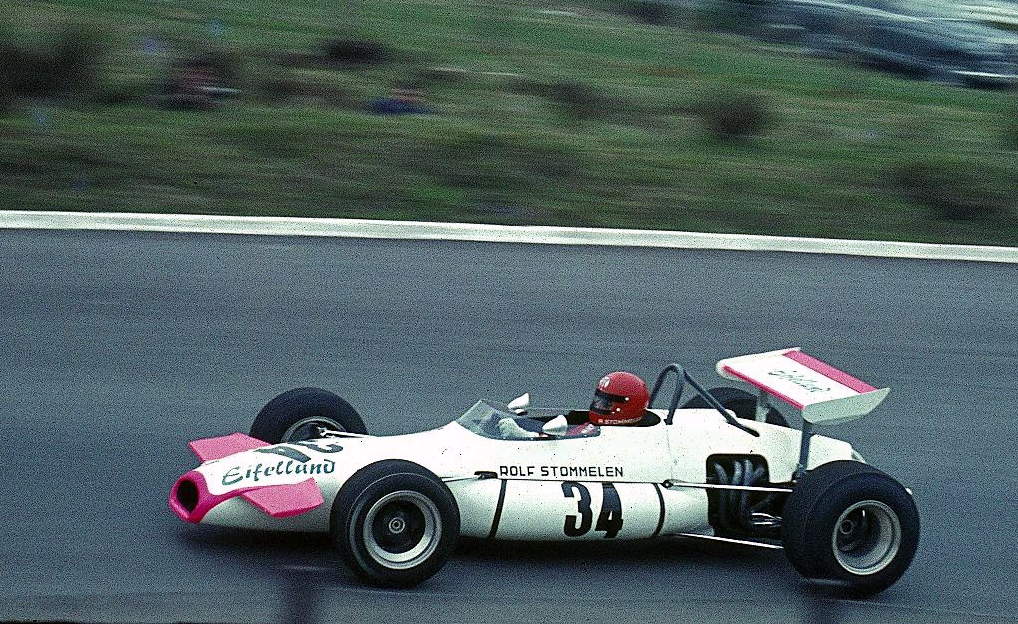
Rolf Stommelen im Formel-2-Brabham beim Training zum Eifelrennen 1970

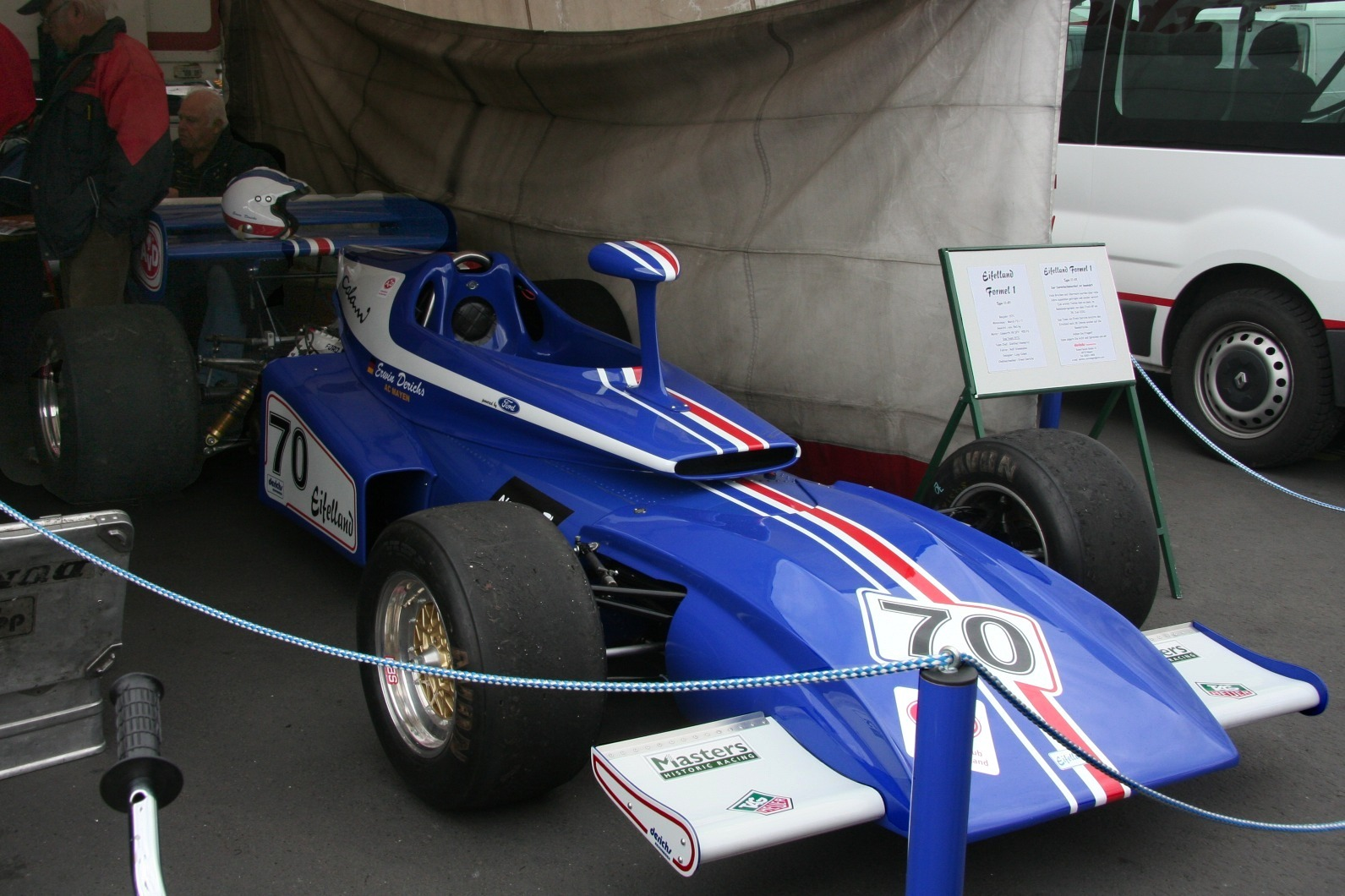
Stommelens Eifelland-March E21

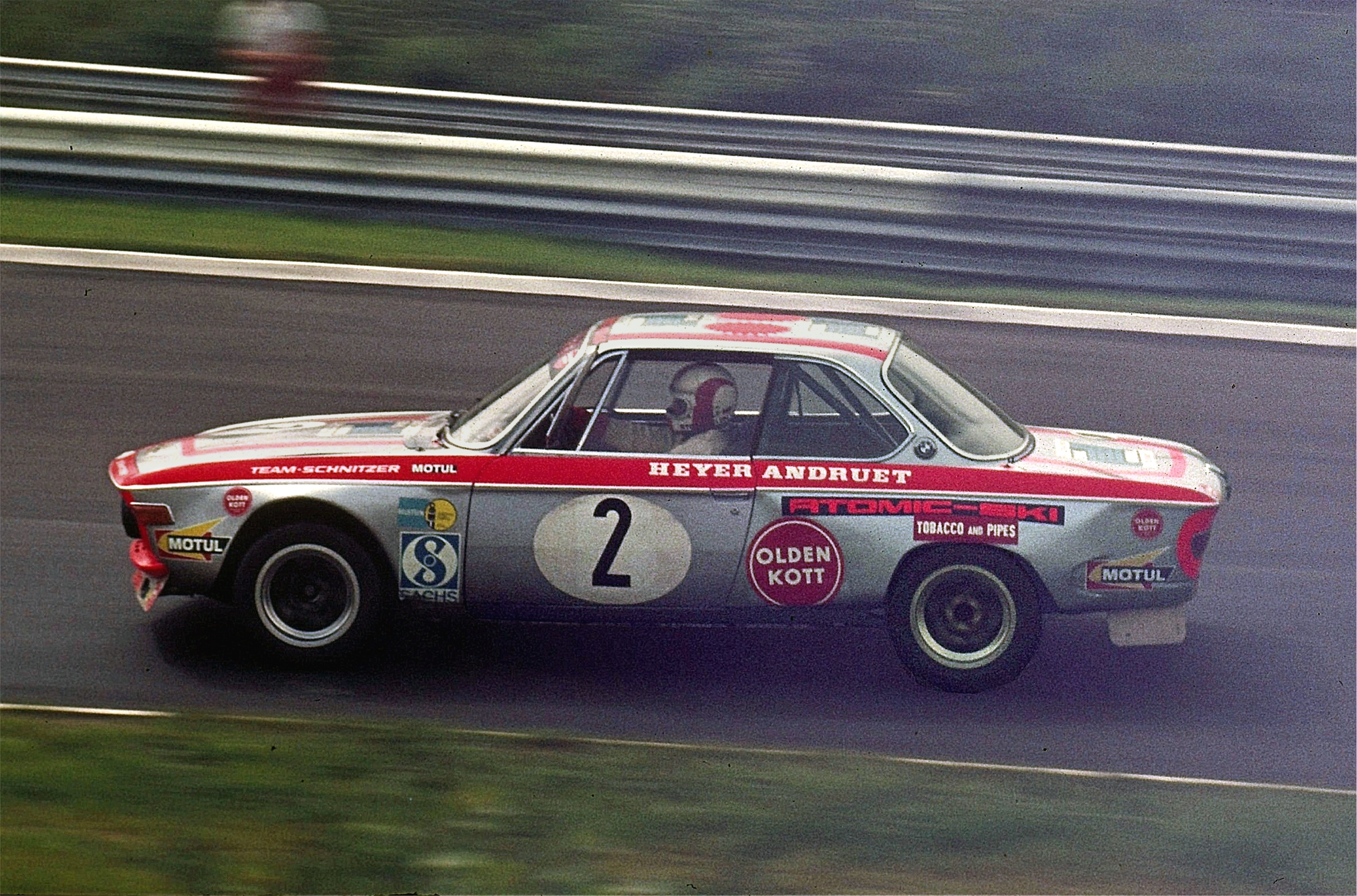
Sieger der 6 Stunden auf dem Nürburgring 1972: Stommelen, Heyer, Fitzpatrick im Schnitzer-BMW

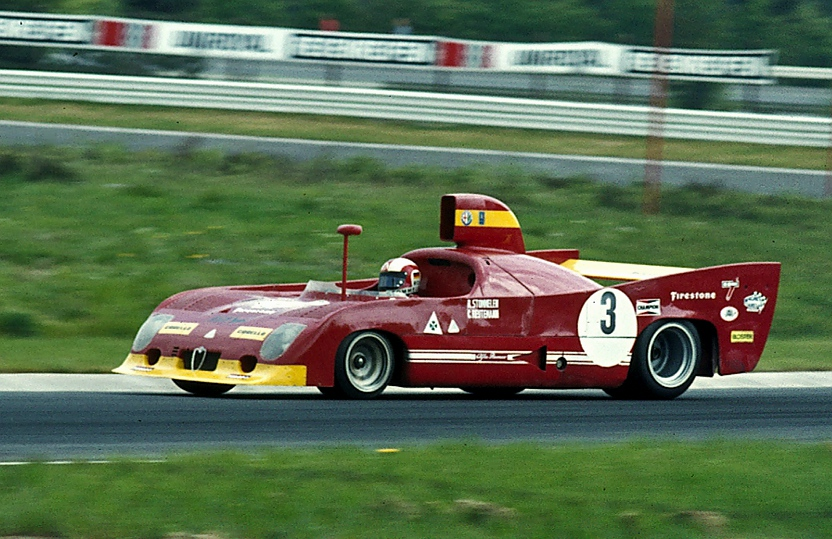
1974 im Alfa Romeo 33TT12 in der Südkehre des Nürburgrings

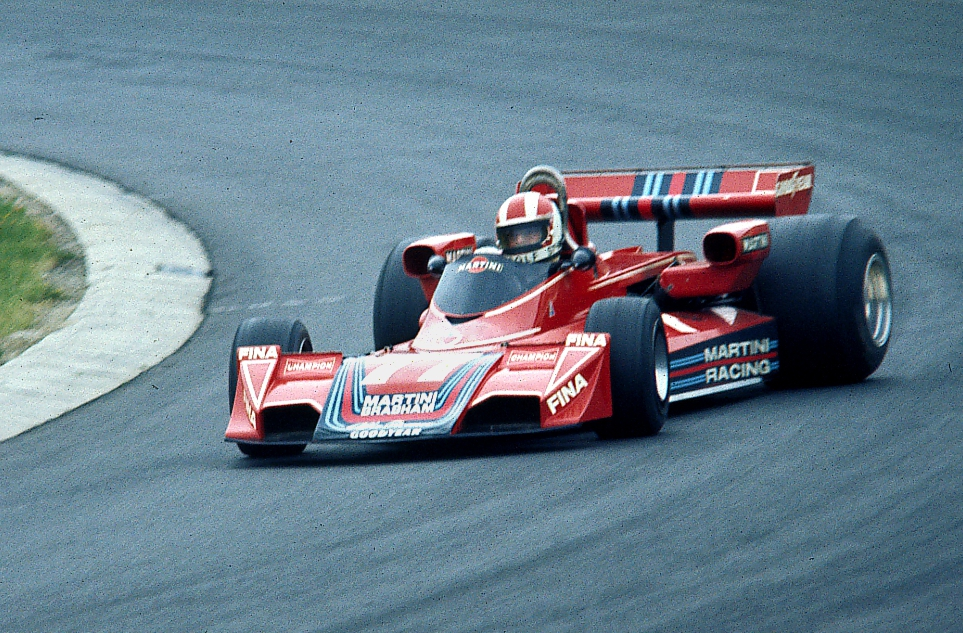
Stommelen im Werks-Brabham beim Großen Preis von Deutschland 1976

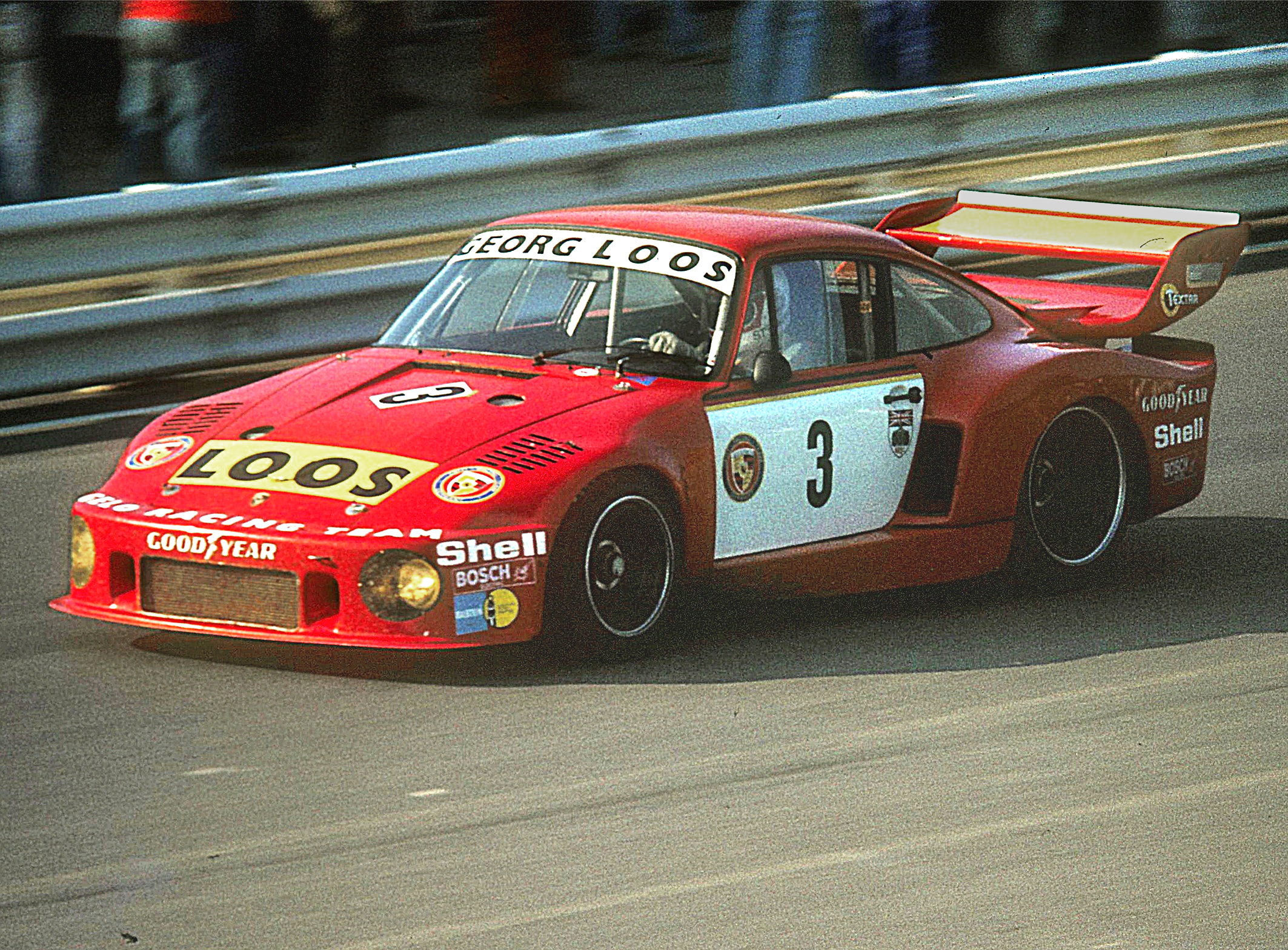
Stommelen im Porsche 935 1977 beim 1000-km-Rennen auf dem Nürburgring

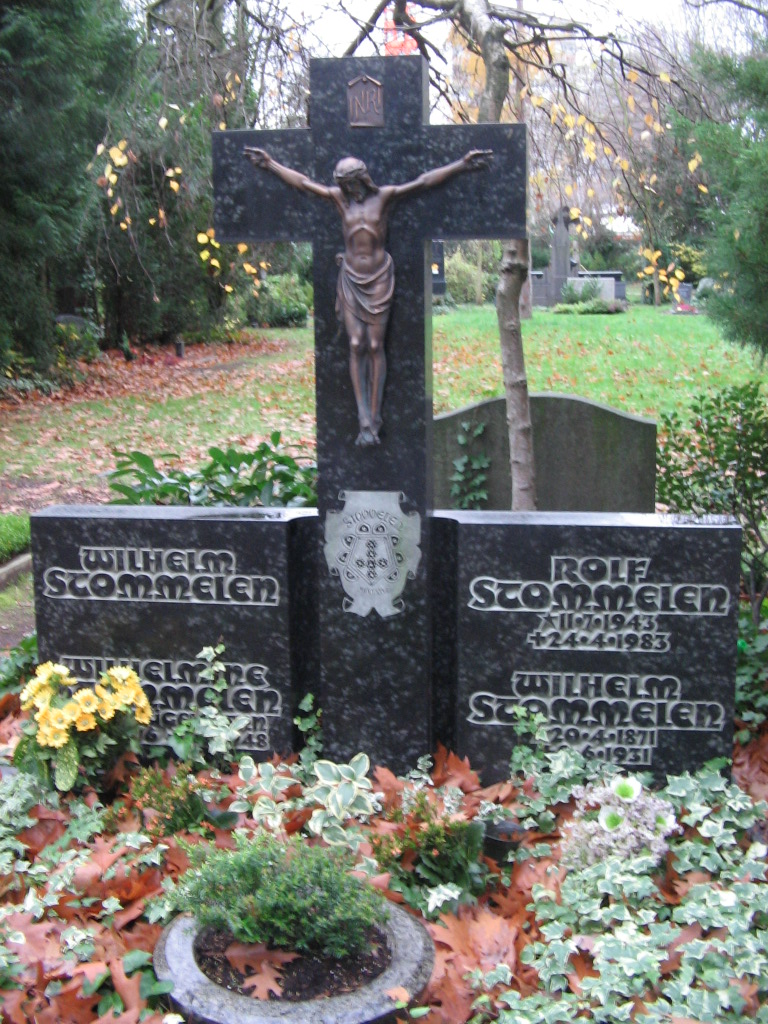
Familiengrab auf dem Melaten-Friedhof

Rolf Stommelens Eltern gehörte eine Autowerkstatt und ein Autoverleih in Köln-Sülz in der Berrenrather Straße. Stommelen wollte zunächst Kfz-Mechaniker werden und anschließend eine Ausbildung zum technischen Kaufmann machen. Das florierende Unternehmen des Vaters versprach ihm eine gute Zukunft. Schulisch galt er als mittelmäßig, sportlich tat er sich nicht besonders hervor.
Stommelen absolvierte eine Mechanikerlehre bei dem Kölner VW- und Porsche-Händler Fleischhauer. Zur erfolgreich abgeschlossenen Ausbildung schenkte ihm sein Vater 1962 einen gebrauchten Porsche Super 90, mit dem Stommelen an den Nürburgring fuhr.
Eine weitere Ausbildung zum technischen Kaufmann absolvierte er 1963/64 bei Ford-Maletz in Sülz, zu deren Abschluss ihm sein Vater einen Porsche 904 Carrera GTS schenkte.

## Monoposto
Bei einem Bergrennen am Roßfeld verunglückte Stommelen 1968 schwer. Nach seiner Genesung fuhr er auch in Einsitzern. In der Formel 2 trat er nur gelegentlich an; in der Formel 1 hingegen war Stommelen mit Ausnahme des Jahres 1977 von 1970 bis 1978 regelmäßig gemeldet.

### Formel 2
1969 gab es nur einen Einsatz Stommelens mit einem Formel-2-Auto. Beim Großen Preis von Deutschland 1969 startete er für das von Lotus unterstützte Team Roy Winkelmann Racing mit einem Formel-2-Lotus 59B auf der Nordschleife des Nürburgrings. Dieses Rennen war ein Lauf der Formel-1-Weltmeisterschaft. Weil nur verhältnismäßig wenige Formel-1-Wagen gemeldet waren, hatten die Organisatoren auch Autos der Formel 2 zugelassen, um das Starterfeld für die lange Strecke zu füllen. Die Formel-2-Autos fuhren zeitgleich mit den Formel-1-Wagen. Stommelens Lotus fing kurz vor dem Zieleinlauf Feuer. Es gelang ihm aber, den Wagen noch über die Ziellinie und in die Boxen zu retten, wo Feuerwehrleute bereitstanden. Er wurde als Gesamt-Achter gewertet. Innerhalb der Formel-2-Wertung belegte Stommelen Rang vier.
1970 ging Stommelen bei mehreren Formel-2-Rennen an den Start. Er hatte in diesem Jahr ein Cockpit beim deutschen Team Eifelland Caravans, einem zum Wohnwagenhersteller Eifelland gehörenden Rennstall. Zu dieser Zeit galt Stommelen in der Formel 2 bereits als Graded Driver, weil er auch in der Formel 1 antrat; ihm wurden daher keine Punkte für die Formel-2-Europameisterschaft gutgeschrieben. Für Eifelland fuhr Stommelen anfänglich einen neuen March 702 mit Cosworth-Motor, später wechselte er auf einen Brabham BT30. Sein bestes Ergebnis bei einem Meisterschaftslauf war Platz vier beim Großen Preis von Limborg in Zolder. Beim Internationalen ADAC-Eifelrennen auf dem Nürburgring, das nicht zur Formel-2-Europameisterschaft zählte, kam Stommelen auf Platz drei ins Ziel.
1971 startete Stommelen noch zweimal als dritter Fahrer neben den Stammpiloten Dieter Quester und Hannelore Werner für Eifelland in der Formel 2. Sowohl beim ADAC-Eifelrennen als auch bei der Mantorp Trophy in Schweden fiel Stommelen aus.
Nach 1971 trat Stommelen nur noch in der Saison 1976 bei drei Rennen der Formel 2 an: bei dem Eifelrennen am Nürburgring, beim Formel-2-Grand-Prix auf dem französischen Kurs Circuit Paul Armagnac bei Nogaro und beim Formel-2-Preis von Baden-Württemberg und Hessen auf dem Hockenheimring.

### Formel 1
Stommelen startete von 1970 bis 1978 mit Ausnahme des Jahres 1977 regelmäßig in der Formel 1. In einigen Jahren hatte er Stammplätze, die ihm die Teilnahme an allen, zumindest aber den meisten Weltmeisterschaftsläufen ermöglichten; teilweise war er aber auch nur ein vorübergehend eingesetzter Ersatzfahrer. Wiederholt startete Stommelen für neu gegründete Teams (Eifelland, Arrows) oder für Rennställe, die gerade erst den Wechsel vom Kundenteam zum Konstrukteur vollzogen hatten (Surtees, Hill).

#### 1970
Stommelens Formel-1-Karriere begann 1970. Er erhielt von Brabham einen Werksvertrag als zweiter Fahrer neben dem Teamgründer Jack Brabham. Stommelen war damit seit Wolfgang Graf Berghe von Trips der erste deutsche Rennfahrer, der eine komplette Formel-1-Saison bestritt. Finanziell unterstützt wurde sein Engagement durch Fords Rennleiter Jochen Neerpasch, der dem Brabham-Team kostenlos zwei Cosworth-Motoren zur Verfügung stellte, und durch das deutsche Fachmagazin auto motor und sport, das zum Namenssponsor des Stommelen-Autos wurde. In seiner Debütsaison erzielte Stommelen zehn Weltmeisterschaftspunkte; seine beste Platzierung war der dritte Platz beim Großen Preis von Österreich. Stommelens erstes Jahr war auch sein bestes in der Formel 1.

#### 1971
Im Jahr darauf wechselte Stommelen zum britischen Team Surtees, für das 1971 die erste volle Saison als eigenständiger Rennwagenkonstrukteur war. Stommelen, der neben dem Teamgründer John Surtees das zweite Werksauto fuhr, wurde auch in diesem Jahr von auto motor und sport unterstützt. Beide Fahrer gingen überwiegend mit dem neu entwickelten TS9 an den Start. Sie fuhren im Laufe der Saison jeweils drei Weltmeisterschaftspunkte ein; jeder erzielte einen fünften Platz als bestes Saisonergebnis. Stommelen belegte am Ende der Saison den 20. Rang der Fahrerwertung. Die Zusammenarbeit zwischen Surtees und Stommelen verlief nicht ohne Spannungen. Vor dem Großen Preis von Deutschland kritisierte Stommelen öffentlich die aus seiner Sicht mangelhafte Straßenlage seines TS9, der schlechter sei als das Auto seines Teamchefs. John Surtees fuhr daraufhin auf dem Nürburgring eine Runde in Stommelens TS9 und erreichte dabei in Anwesenheit der deutschen Presse die gleiche Zeit, die er mit seinem eigenen TS9 gefahren war.

#### 1972
Seine dritte Formel-1-Saison bestritt Stommelen für das neu gegründete deutsche Team Eifelland Caravans aus Mayen. Der Rennstall setzte 1972 mit dem Eifelland-March E21 eine Eigenkonstruktion ein, die das Chassis und das Fahrwerk eines herkömmlichen March 721 mit einer individuellen Karosserie des Designers Luigi Colani verband. Die ohne technischen Sachverstand entworfene Karosserie machte den Eifelland zu „einem der größten Flops der Formel-1-Geschichte“. Stommelen fuhr acht Rennen mit dem Auto und kam sechsmal ins Ziel, erreichte aber keine Platzierung in den Punkterängen.
Als der Teameigner Günther Hennerici im Sommer 1972 seinen in finanzielle Not geratenen Caravanbetrieb verkaufte, war das Ende des Teams abzusehen. Da noch Gehaltszahlungen für Stommelen ausstanden, wurde der Rennstall kurzerhand an diesen übertragen. Rolf Stommelen ging in den beiden Grand-Prix-Rennen von Deutschland und Österreich als fahrender Teamchef an den Start, bevor er den Eifelland-Rennstall an das britische Team Brabham unter dessen neuem Eigner Bernie Ecclestone verkaufte. Rolf Stommelen fand für den Rest der Saison kein weiteres Cockpit in der Formel 1.

#### 1973
Nach mehr als einjähriger Unterbrechung kehrte Stommelen im Sommer 1973 in die Formel 1 zurück. Bernie Ecclestone, der zwischenzeitlich das Brabham-Team übernommen hatte, verpflichtete ihn für vier Rennen als dritten Werksfahrer und Ersatz für Andrea de Adamich, der nach einem schweren Unfall beim Großen Preis von Großbritannien nicht einsatzbereit war. Stommelen fuhr die letzten drei europäischen Rennen der Saison 1973 sowie den Großen Preis von Kanada. Mit Ausnahme des Großen Preises von Österreich, bei dem er technisch bedingt ausfiel, kam er jeweils ins Ziel, erreichte aber mit einem elften und zwei zwölften Plätzen keine Weltmeisterschaftspunkte.

#### 1974
1974 erhielt Stommelen zunächst kein Formel-1-Cockpit. Erst im August wurde er von Graham Hill verpflichtet, für die letzten vier Saisonrennen das zweite Auto seines eigenen Rennstalls Embassy Hill zu fahren. Stommelen ersetzte hier Guy Edwards. Er kam zweimal ins Ziel, erreichte aber wiederum keine Weltmeisterschaftspunkte.

#### 1975
Für die Saison 1975 erhielt Stommelen einen Stammplatz bei Graham Hill, dessen Rennstall nach zwei Jahren als Kundenteam inzwischen auf dem Weg zum eigenständigen Konstrukteur war. Stommelen fuhr in den ersten Rennen ebenso wie Teamchef Graham Hill noch den letztjährigen Lola T370, mit dem er in drei Weltmeisterschaftsläufen keine Punkte erzielte. Zum Großen Preis von Spanien 1975 erhielt Stommelen das erste Exemplar des neu aufgebauten Hill GH1, der deutlich schneller war als der alte Lola. Auf dem Circuit de Montjuïc in Barcelona, dessen Unsicherheit von vielen Rennfahrern kritisiert worden war, setzte sich Stommelen zunächst an die Spitze des Feldes. Er führte das Rennen einige Runden lang an, bevor der Heckflügel seines neuen Hill brach. Der GH1 verlor die Bodenhaftung, bewegte sich unkontrolliert nach links, prallte in eine Leitplanke, wurde von dort zurückgeschleudert und flog schließlich über die Leitschiene auf der rechten Seite der Piste, hinter der sich zahlreiche Menschen aufhielten. Bei dem Unfall starben ein Zuschauer, zwei Journalisten und ein Feuerwehrmann; Stommelen wurde schwer verletzt. Nach dem Unfall wurde das Rennen abgebrochen und Stommelens Landsmann Jochen Mass, der inzwischen die Führung übernommen hatte, kam so zu seinem einzigen Formel-1-Sieg. Auf der Montjuïc-Rennstrecke fand nie wieder ein Formel-1-Grand-Prix statt. Stommelen kehrte nach einem mehrwöchigen Krankenhausaufenthalt im August 1975 noch einmal für die letzten beiden europäischen Rennen zum Team zurück. Am Saisonende hatte er keine Weltmeisterschaftspunkte eingefahren.

#### 1976
In der Saison 1976 fuhr Stommelen für drei verschiedene Rennställe. Zum Großen Preis von Deutschland meldete ihn das britische Privatteam RAM Racing, das einen Brabham BT44B mit Cosworth-Motor einsetzte. Stommelen fuhr das Auto mit der Startnummer 36 beim ersten freien Training. Danach wurde der Wagen im Auftrag des Schweizer Rennfahrers Loris Kessel beschlagnahmt, der auf diese Weise Gehaltsforderungen gegen RAM Racing durchsetzen wollte. Kurzfristig erhielt Stommelen daraufhin von Bernie Ecclestone den dritten Werks-Brabham mit Alfa-Romeo-Motor, der eigentlich als Ersatzwagen für die Stammfahrer Carlos Reutemann und Carlos Pace vorgesehen war. Stommelen qualifizierte sich für den Startplatz 15 und beendete das Rennen als Sechster. Der hier erzielte Weltmeisterschaftspunkt war der letzte seiner Formel-1-Karriere. Vier Wochen später startete Stommelen beim Großen Preis der Niederlande für das britische Hesketh-Team, bei dem er Guy Edwards ersetzte. Er kam mit drei Runden Rückstand als Zwölfter und Letzter ins Ziel. Für den Großen Preis von Italien kehrte Stommelen noch einmal zum Brabham-Werksteam zurück, bei dem er den zur Scuderia Ferrari gewechselten Carlos Reutemann ersetzte. Stommelen startete in Monza von Platz 11. Das Rennen beendete er nicht. In der 12. Runde fiel er nach einem Motordefekt aus. Mit einem Weltmeisterschaftspunkt lag Stommelen am Jahresende auf Platz 20 der Fahrerwertung.

#### 1978
Nachdem sich Stommelen 1977 auf die Deutsche Rennsport-Meisterschaft konzentriert hatte, kehrte er 1978 mit dem neu gegründeten britischen Arrows-Team in die Formel 1 zurück. Stommelen trug zur Finanzierung des Rennstalls bei. Auf seine Vermittlung wurde die deutsche Brauerei Warsteiner Hauptsponsor des Teams. In der ersten Jahreshälfte kam er mit dem Arrows FA1 zunächst regelmäßig ins Ziel. Ab den Sommerrennen allerdings scheiterte er im Arrows A1 fünfmal an der Qualifikation bzw. der Vorqualifikation. Beim Großen Preis von Deutschland gelang ihm die Qualifikation. Er beendete das Rennen auf Platz 11, wurde aber nachträglich disqualifiziert, weil er in der Frühphase des Rennens unerlaubterweise kurz die Strecke verlassen hatte. Stommelens letztes Formel-1-Rennen war der Große Preis der USA Ost in Watkins Glen, den er mit fünf Runden Rückstand als 16. und Letzter beendete.

## GT- und Sportwagenrennen

### Bei Porsche
Rolf Stommelen war mit den Fahrzeugen des deutschen Sportwagenbauers Porsche eng verbunden. Sein erster namhafter Rennwagen war ein Porsche 904 GTS, mit dem er im Mai 1965 auf der Nordschleife des Nürburgrings seinen ersten internationalen Einsatz hatte. Der ADAC Hansa Pokal war das erste Rennen der Deutschen Rundstrecken-Meisterschaft dieses Jahres und Stommelen beendete es hinter Udo Schütz (auch mit Porsche 904 GTS) an der zweiten Stelle. Seinen letzten Start und tödlichen Unfall beim 6-Stunden-Rennen von Riverside 1983 hatte er in einem Porsche 935/78-81. Dazwischen lagen 270 Starts bei Sportwagenrennen (der Großteil davon auf Porsche-Rennwagen) mit 34 Gesamt- und 14 Klassensiegen. 94-mal beendete er ein Rennen unter den ersten drei. Mit dieser Erfolgsstatistik ist Stommelen einer der erfolgreichsten Sportwagenpiloten der Motorsportgeschichte und liegt mit elf Gesamtsiegen ex aequo an der 13. Stelle der Fahrerbestenliste.
1965 gab er sein Debüt beim 24-Stunden-Rennen von Le Mans im Porsche 904/4 GTS von Christian Poirot. 1966 war er in Le Mans zum ersten Mal für das Porsche-Werksteam am Start. 1967 erhielt er von Porsche-Rennleiter Fritz Huschke von Hanstein seinen ersten Werksvertrag und fuhr in der Sportwagen-Weltmeisterschaft. Die Zusammenarbeit mit der Porsche-Teamleitung war nicht immer reibungslos und trotz seiner Erfolge schied er Ende 1969 im Unfrieden.
Seinen ersten Werkseinsatz hatte er beim 24-Stunden-Rennen von Daytona 1967 als Partner von Udo Schütz und Gijs van Lennep im Porsche 906, wo ein Motorschaden das Team nach 170 gefahrenen Runden zur Aufgabe zwang. Im Mai gewann er die Targa Florio auf Sizilien mit Paul Hawkins im Porsche 910/8. Weitere Erfolge folgten: Ein zweiter Gesamtrang beim 500-km-Rennen von Mugello 1967, mit Jochen Neerpasch im Porsche 910 2.2 und der Gesamtsieg beim 24-Stunden-Rennen von Daytona 1968, mit Neerpasch, Vic Elford, Jo Siffert und Hans Herrmann im Porsche 907 LH 2.2. Jochen Neerpasch war auch sein Partner beim zweiten Rang beim 1000-km-Rennen von Monza 1968. Hans Herrmann war sein Partner auf dem Nürburgring (2. Endrang) und in Spa (3. Endrang). Nach einem weiteren dritten Rang beim 24-Stunden-Rennen von Le Mans 1968 beendete er die Saison mit dem Sieg beim zur Weltmeisterschaft zählenden 1000-km-Rennen von Paris.
1969 kam es zu einer Veränderung in der Porsche-Teamstruktur. Nach dem Ende der Ära Huschke von Hanstein lag die Führung des Teams in den Händen der Techniker Helmuth Bott und Ferdinand Piëch. Rennleiter war Rico Steinemann. Stommelen hatte seit Beginn der Saison den Eindruck, dass die Teamleitung Jo Siffert und die beiden britischen Piloten Vic Elford und Richard Attwood gegenüber den deutschen Fahrern (Hans Herrmann, Udo Schütz, Gerhard Mitter, Kurt Ahrens und Stommelen) bevorzuge. Der Konflikt eskalierte vor dem 1000-km-Rennen von Monza, wo die Porsche-Rennleitung Stommelen für ein Rennen sperrte. Obwohl er gute Leistungen erbrachte, wurde sein Werksvertrag als einziger Ende des Jahres nicht verlängert (Gerhard Mitter war tödlich verunglückt und Udo Schütz zurückgetreten).

### Die Alfa-Jahre
Nach dem Ende der Zusammenarbeit mit Porsche wechselte Stommelen 1970 zu Autodelta, der Werksmannschaft von Alfa Romeo. In der Weltmeisterschaft blieben die Einsätze begrenzt, da Alfa Romeo Probleme mit der Zuverlässigkeit des 3-Liter-V12-Motors im Tipo 33 hatte und nicht zu jedem Weltmeisterschaftslauf Wagen meldete. Stommelens beste Saisonplatzierung war der siebte Gesamtrang mit Partner Nanni Galli beim 1000-km-Rennen von Monza.
1971 bestritt Stommelen eine komplette Weltmeisterschaft für Autodelta. Die Motorprobleme waren in den Wintermonaten bei Testfahrten behoben und der Alfa Romeo T33/3 zu einem siegfähigen Sportwagen-Prototypen weiterentwickelt worden. Drei Weltmeisterschaftsläufe endeten 1971 mit Alfa-Romeo-Gesamtsiegen, die beste Platzierung von Stommelen war ein zweiter Rang, den er mit seinem Stammpartner Nanni Galli beim 12-Stunden-Rennen von Sebring einfuhr.
1972 und 1973 blieb Alfa Romeo in der Weltmeisterschaft sieglos. 1974 gewann ein Werks-Alfa-Romeo T33/TT/12 das 1000-km-Rennen von Monza mit den Fahrern Mario Andretti und Arturo Merzario. Es war der einzige Sieg von Autodelta in diesem Jahr. Stommelen erreichte in Monza (mit Jacky Ickx), beim 1000-km-Rennen auf dem Nürburgring (mit Carlos Reutemann) und beim 1000-km-Rennen von Imola (erneut mit Reutemann) jeweils Platz zwei im Schlussklassement. Mit Ablauf der Saison zog sich Alfa Romeo werksseitig aus der Weltmeisterschaft zurück und der Vertrag mit Stommelen endete.

### Rückkehr zu Porsche
1976 kehrte Stommelen in das Werksteam von Porsche zurück und siegte bei zwei Weltmeisterschaftsrennen, im Juni gemeinsam mit Jochen Mass im Porsche 936 bei der Coppa Florio und im Juli als Partner von Manfred Schurti im Porsche 935 beim 6-Stunden-Rennen von Watkins Glen. Das 24-Stunden-Rennen von Le Mans, das in diesem Jahr nicht zur Weltmeisterschaft zählte, beendete er – wieder mit Schurti im Porsche 935 – an der vierten Stelle der Gesamtwertung. 1977 gewann er im zehnten Anlauf das wichtigste deutsche Langstreckenrennen, das 1000-km-Rennen auf dem Nürburgring. Eingefahren wurde der Erfolg auf einem von Georg Loos gemeldeten Porsche 935. Partner waren Toine Hezemans und Tim Schenken. Im selben Jahr gewann Stommelen die Deutsche Rennsport-Meisterschaft, gleichfalls auf einem Porsche 935 von Georg Loos. Bei den zehn Rennen der Division 1 ging Stommelen neun mal an den Start, gewann fünf mal (Nürburgring I und III, Mainz-Finthen, Norisring, Diepholz) und wurde vier mal Zweiter (Nürburgring II, Kassel-Calden, Hockenheim und Zolder). 1978 beschränkten sich die Werkseinsätze auf das 24-Stunden-Rennen von Le Mans, wo er gemeinsam mit Schurti Gesamtachter wurde. Gemeinsam mit Hezemans und Peter Gregg gewann er 1978 das 24-Stunden-Rennen von Daytona und wiederholte diesen Erfolg 1980 zusammen mit Reinhold Joest und Volkert Merl. In diesem Jahr trug er sich außerdem zum zweiten Mal in die Siegerliste des 1000-km-Rennens auf dem Nürburgring ein, das er zusammen mit Jürgen Barth gewann.

### Tod
Am 24. April 1983 verunglückte Rolf Stommelen beim 6-Stunden-Rennen von Riverside 1983, der zur IMSA-GTP-Serie zählte, auf dem Riverside International Raceway in Kalifornien tödlich mit einem Porsche 935, einer speziellen IMSA-Version von John Fitzpatrick. Die Wahl des Startfahrers war auf ihn gefallen, sein britischer Partner Derek Bell wartete an den Boxen auf den Fahrerwechsel. Wie 1975 in Barcelona brach der Heckflügel von Stommelens Rennwagen, er verlor die Kontrolle über das zu diesem Zeitpunkt etwa 300 km/h schnelle Fahrzeug und prallte gegen eine Betonwand. Eine Stunde später wurde in der örtlichen Klinik sein Tod festgestellt.
Ursprünglich war Jochen Mass vom Fitzpatrick-Team nach Riverside eingeladen worden. Mass sagte ab und Stommelen sprang ein. Seine Frau Marlene, die sonst bei allen Rennen dabei war, blieb diesmal in Köln. Stommelen hatte ihr versprochen, zum Jahresende mit dem Rennsport aufzuhören. Seine Witwe heiratete 1985 den Musiker Erik Silvester.
Rolf Stommelen starb im Alter von 39 Jahren und wurde auf dem Kölner Melatenfriedhof beigesetzt. Er wohnte zuletzt in Köln-Hahnwald.

## Statistik

### Statistik in der Automobil-Weltmeisterschaft

#### Gesamtübersicht Automobil-Weltmeisterschaft
| Saison | Teambezeichnung                   | Chassis             | Motor               | Rennen | Siege | Zweiter | Dritter | Poles | schn. Rennrunden | Punkte | WM-Pos. |
| ------ | --------------------------------- | ------------------- | ------------------- | ------ | ----- | ------- | ------- | ----- | ---------------- | ------ | ------- |
| 1970   | Auto Motor und Sport              | Brabham BT33        | Cosworth DFV V8     | 13     | –     | –       | 1       | –     | –                | 10     | 11      |
| 1971   | Auto Motor und Sport Team Surtees | Surtees TS7         | Cosworth DFV V8     | 1      | –     | –       | –       | –     | –                | 3      | 20      |
| 1971   | Auto Motor und Sport Team Surtees | Surtees TS9         | Cosworth DFV V8     | 8      | –     | –       | –       | –     | –                | 3      | 20      |
| 1972   | Team Eifelland Caravans           | Eifelland-March E21 | Cosworth DFV V8     | 8      | –     | –       | –       | –     | –                | 0      | –       |
| 1973   | Ceramica Pagnossin Team MRD       | Brabham BT42        | Cosworth DFV V8     | 4      | –     | –       | –       | –     | –                | 0      | –       |
| 1974   | Embassy Racing with Graham Hill   | Lola T370           | Cosworth DFV V8     | 4      | –     | –       | –       | –     | –                | 0      | –       |
| 1975   | Auto Motor und Sport Team Surtees | Lola T370           | Cosworth DFV V8     | 2      | –     | –       | –       | –     | –                | 0      | –       |
| 1975   | Auto Motor und Sport Team Surtees | Lola T371           | Cosworth DFV V8     | 1      | –     | –       | –       | –     | –                | 0      | –       |
| 1975   | Auto Motor und Sport Team Surtees | Hill GH1            | Cosworth DFV V8     | 3      | –     | –       | –       | –     | –                | 0      | –       |
| 1976   | RAM Racing                        | Brabham BT44B       | Cosworth DFV V8     | 0      | –     | –       | –       | –     | –                | 1      | 20      |
| 1976   | Brabham                           | Brabham BT45        | Alfa Romeo 1260 V12 | 2      | –     | –       | –       | –     | –                | 1      | 20      |
| 1976   | Hesketh                           | Hesketh 308D        | Cosworth DFV V8     | 1      | –     | –       | –       | –     | –                | 1      | 20      |
| 1978   | Arrows                            | Arrows FA1          | Cosworth DFV V8     | 9      | –     | –       | –       | –     | –                | 0      | -       |
| 1978   | Arrows                            | Arrows A1           | Cosworth DFV V8     | 5      | –     | –       | –       | –     | –                | 0      | -       |

#### Einzelergebnisse
| Saison | 1   | 2   | 3   | 4   | 5   | 6   | 7   | 8   | 9   | 10  | 11   | 12   | 13   | 14 | 15   | 16 |
| ------ | --- | --- | --- | --- | --- | --- | --- | --- | --- | --- | ---- | ---- | ---- | -- | ---- | -- |
| 1969   |     |     |     |     |     |     |     |     |     |     |      |      |      |    |      |    |
|        |     |     |     |     |     | 8   |     |     |     |     |      |      |      |    |      |    |
| 1970   |     |     |     |     |     |     |     |     |     |     |      |      |      |    |      |    |
| DNF    | DNF | DNQ | 5   | DNQ | 7   | DNS | 5   | 3   | 5   | DNF | 12   | DNF  |      |    |      |    |
| 1971   |     |     |     |     |     |     |     |     |     |     |      |      |      |    |      |    |
| 12     | DNF | 6   | DSQ | 11  | 5   | 10  | 7   | DNS | DNF |     |      |      |      |    |      |    |
| 1972   |     |     |     |     |     |     |     |     |     |     |      |      |      |    |      |    |
|        | 13  | DNF | 10  | 11  | 16  | 10  | DNF | 15  |     |     |      |      |      |    |      |    |
| 1973   |     |     |     |     |     |     |     |     |     |     |      |      |      |    |      |    |
|        |     |     |     |     |     |     |     |     |     | 11  | DNF  | 12   | 12   |    |      |    |
| 1974   |     |     |     |     |     |     |     |     |     |     |      |      |      |    |      |    |
|        |     |     |     |     |     |     |     |     |     |     | DNF  | DNF  | 11   | 12 |      |    |
| 1975   |     |     |     |     |     |     |     |     |     |     |      |      |      |    |      |    |
| 13     | 14  | 7   | DNF |     |     |     |     |     |     |     | 16   | DNF  |      |    |      |    |
| 1976   |     |     |     |     |     |     |     |     |     |     |      |      |      |    |      |    |
|        |     |     |     |     |     |     |     |     | 6   |     | 12   | DNF  |      |    |      |    |
| 1978   |     |     |     |     |     |     |     |     |     |     |      |      |      |    |      |    |
|        |     | 9   | 9   | DNF | DNF | 14  | 14  | 15  | DNQ | DSQ | DNPQ | DNPQ | DNPQ | 16 | DNPQ |    |

| Legende  | Legende            | Legende                                                          |
| Farbe    | Abkürzung          | Bedeutung                                                        |
| -------- | ------------------ | ---------------------------------------------------------------- |
| Gold     | –                  | Sieg                                                             |
| Silber   | –                  | 2. Platz                                                         |
| Bronze   | –                  | 3. Platz                                                         |
| Grün     | –                  | Platzierung in den Punkten                                       |
| Blau     | –                  | Klassifiziert außerhalb der Punkteränge                          |
| Violett  | DNF                | Rennen nicht beendet (did not finish)                            |
| Violett  | NC                 | nicht klassifiziert (not classified)                             |
| Rot      | DNQ                | nicht qualifiziert (did not qualify)                             |
| Rot      | DNPQ               | in Vorqualifikation gescheitert (did not pre-qualify)            |
| Schwarz  | DSQ                | disqualifiziert (disqualified)                                   |
| Weiß     | DNS                | nicht am Start (did not start)                                   |
| Weiß     | WD                 | zurückgezogen (withdrawn)                                        |
| Hellblau | PO                 | nur am Training teilgenommen (practiced only)                    |
| Hellblau | TD                 | Freitags-Testfahrer (test driver)                                |
| ohne     | DNP                | nicht am Training teilgenommen (did not practice)                |
| ohne     | INJ                | verletzt oder krank (injured)                                    |
| ohne     | EX                 | ausgeschlossen (excluded)                                        |
| ohne     | DNA                | nicht erschienen (did not arrive)                                |
| ohne     | C                  | Rennen abgesagt (cancelled)                                      |
| ohne     | keine WM-Teilnahme |                                                                  |
| sonstige | P/fett             | Pole-Position                                                    |
| sonstige | 1/2/3/4/5/6/7/8    | Punktplatzierung im Sprint-/Qualifikationsrennen                 |
| sonstige | SR/kursiv          | Schnellste Rennrunde                                             |
| sonstige | *                  | nicht im Ziel, aufgrund der zurückgelegten Distanz aber gewertet |
| sonstige | ()                 | Streichresultate                                                 |
| sonstige | unterstrichen      | Führender in der Gesamtwertung                                   |

### Le-Mans-Ergebnisse
| Jahr | Team                           | Fahrzeug                | Teamkollege      | Teamkollege      | Platzierung            | Ausfallgrund       |
| ---- | ------------------------------ | ----------------------- | ---------------- | ---------------- | ---------------------- | ------------------ |
| 1965 | Christian Poirot               | Porsche 904/4 GTS       | Christian Poirot |                  | Ausfall                | Getriebeschaden    |
| 1966 | Porsche System Engineering     | Porsche 906/6 Carrera 6 | Günter Klass     |                  | Rang 7 und Klassensieg |                    |
| 1967 | Porsche System Engineering     | Porsche 910/6           | Jochen Neerpasch |                  | Rang 6                 |                    |
| 1968 | Porsche System Engineering     | Porsche 908             | Jochen Neerpasch |                  | Rang 3 und Klassensieg |                    |
| 1969 | Porsche System Engineering     | Porsche 917             | Kurt Ahrens      |                  | Ausfall                | Ölleck             |
| 1970 | Autodelta SpA                  | Alfa Romeo T33/3        | Nanni Galli      |                  | Disqualifiziert        |                    |
| 1972 | Autodelta SpA                  | Alfa Romeo T33/3        | Nanni Galli      |                  | Ausfall                | Getriebeschaden    |
| 1976 | Martini Racing Porsche Systems | Porsche 935             | Manfred Schurti  |                  | Rang 4 und Klassensieg |                    |
| 1977 | Martini Racing Porsche Systems | Porsche 935/77          | Manfred Schurti  |                  | Ausfall                | Motorschaden       |
| 1978 | Martini Racing Porsche Systems | Porsche 935/78          | Manfred Schurti  |                  | Rang 8                 |                    |
| 1979 | Dick Barbour Racing            | Porsche 935/77A         | Paul Newman      | Dick Barbour     | Rang 2                 |                    |
| 1980 | Gozzy Kremer Racing            | Porsche 935K3           | Axel Plankenhorn | Tetsu Ikuzawa    | Ausfall                | Zylinder überhitzt |
| 1982 | Martini Racing                 | Lancia LC1              | Teo Fabi         | Michele Alboreto | Ausfall                | Motorschaden       |

### Sebring-Ergebnisse
| Jahr | Team                            | Fahrzeug            | Teamkollege    | Teamkollege     | Platzierung            | Ausfallgrund     |
| ---- | ------------------------------- | ------------------- | -------------- | --------------- | ---------------------- | ---------------- |
| 1967 | Porsche Auto                    | Porsche 906         | Udo Schütz     | Gijs van Lennep | Ausfall                | Unfall           |
| 1968 | Porsche Automobile Co.          | Porsche 907 2.2     | Gerhard Mitter |                 | Ausfall                | Pleuelschaden    |
| 1969 | Porsche System Engineering Ltd. | Porsche 908/02      | Joe Buzzetta   | Kurt Ahrens     | Rang 3                 |                  |
| 1970 | Autodelta S.P.A.                | Alfa Romeo T33/3    | Nanni Galli    |                 | Rang 9                 |                  |
| 1971 | Autodelta S.p.a.                | Alfa Romeo T33/3    | Nanni Galli    |                 | Rang 2 und Klassensieg |                  |
| 1972 | Autodelta S.p.a.                | Alfa Romeo T33/TT/3 | Peter Revson   |                 | Ausfall                | Kupplungsschaden |
| 1978 | Dick Barbour Performance        | Porsche 935/77A     | Dick Barbour   | Manfred Schurti | Ausfall                | Aufhängung       |
| 1979 | Dick Barbour Racing             | Porsche 935/77A     | Dick Barbour   | Rick Mears      | Rang 4                 |                  |
| 1981 | Andial Meister Racing           | Porsche 935M16      | Howard Meister | Harald Grohs    | Rang 4                 |                  |

### 1000-km-Rennen auf dem Nürburgring-Ergebnisse
| Jahr | Team                       | Fahrzeug             | Teamkollege       | Teamkollege       | Platzierung              | Ausfallgrund  |
| ---- | -------------------------- | -------------------- | ----------------- | ----------------- | ------------------------ | ------------- |
| 1966 | Friedhelm Theisen          | Lotus Elan           | Friedhelm Theisen |                   | Ausfall                  | Lagerschaden  |
| 1967 | Porsche System Engineering | Porsche 910          | Kurt Ahrens jr.   |                   | Ausfall                  | Ventilschaden |
| 1968 | Porsche System Engineering | Porsche 907          | Hans Herrmann     |                   | Rang 2                   |               |
| 1969 | Porsche System Engineering | Porsche 908          | Hans Herrmann     |                   | Rang 2                   |               |
| 1970 | Autodelta S.P.A.           | Alfa Romeo T33/3     | Piers Courage     |                   | Ausfall                  | Stoßdämpfer   |
| 1971 | Autodelta S.p.a.           | Alfa Romeo T33/3     | Nanni Galli       |                   | Ausfall                  | Motor         |
| 1972 | Autodelta S.p.a.           | Alfa Romeo T33/TT/3  | Vic Elford        |                   | Rang 11                  |               |
| 1973 | Autodelta S.p.a.           | Alfa Romeo T33/TT/12 | Dick Barbour      | Andrea de Adamich | Ausfall                  | Kupplung      |
| 1974 | Autodelta S.p.a.           | Alfa Romeo T33/TT/12 | Carlos Reutemann  |                   | Rang 2                   |               |
| 1976 | Martini Racing Team        | Porsche 935          | Manfred Schurti   |                   | disqu., unerlaubte Hilfe |               |
| 1977 | Gelo Racing Team           | Porsche 935          | Tim Schenken      | Toine Hezemans    | Gesamtsieg               |               |
| 1978 | Toyota Deutschland         | Toyota Celica Turbo  | Harald Ertl       |                   | Ausfall                  | Wasserpumpe   |
| 1979 | Joest Racing               | Porsche 935/77 A     | Volkert Merl      | Derek Bell        | Ausfall                  |               |
| 1980 | Joest Racing               | Porsche 908/3 Turbo  | Jürgen Barth      |                   | Gesamtsieg               |               |
| 1982 | Jean Rondeau               | Rondeau M382         | Henri Pescarolo   |                   | Rang 2 und Klassensieg   |               |

### Einzelergebnisse in der Sportwagen-Weltmeisterschaft
| Saison | Team                                                     | Rennwagen                                          | 1   | 2   | 3   | 4   | 5   | 6   | 7   | 8   | 9   | 10  | 11  | 12  | 13  | 14  | 15  | 16  | 17  | 18  | 19  | 20  |
| ------ | -------------------------------------------------------- | -------------------------------------------------- | --- | --- | --- | --- | --- | --- | --- | --- | --- | --- | --- | --- | --- | --- | --- | --- | --- | --- | --- | --- |
| 1965   | Rolf Stommelen Christian Poirot                          | Porsche 904                                        | DAY | SEB | BOL | MON | MON | RTT | TAR | SPA | NÜR | MUG | ROS | LEM | REI | BOZ | FRE | CCE | OVI | NÜR | BRI | BRI |
| 1965   | Rolf Stommelen Christian Poirot                          | Porsche 904                                        |     |     |     |     |     |     |     |     |     |     | 6   | DNF |     |     | 7   |     | 9   |     |     |     |
| 1966   | Friedhelm Thiessen Porsche Rolf Stommelen Abarth         | Lotus Elite Porsche 906 Porsche 904 Abarth 1300 OT | DAY | SEB | MON | TAR | SPA | NÜR | LEM | MUG | CCE | HOK | SIM | NÜR | ZEL |     |     |     |     |     |     |     |
| 1966   | Friedhelm Thiessen Porsche Rolf Stommelen Abarth         | Lotus Elite Porsche 906 Porsche 904 Abarth 1300 OT |     |     |     |     |     | DNF | 7   |     |     |     | DNF | DNF |     |     |     |     |     |     |     |     |
| 1967   | Porsche Jochen Rindt                                     | Porsche 906 Porsche 910                            | DAY | SEB | MON | SPA | TAR | NÜR | LEM | HOK | MUG | BRH | CCE | ZEL | OVI | NÜR |     |     |     |     |     |     |
| 1967   | Porsche Jochen Rindt                                     | Porsche 906 Porsche 910                            | DNF | DNF | DNF |     | 1   | DNF | 6   |     | 2   |     |     | 10  | 2   |     |     |     |     |     |     |     |
| 1968   | Porsche                                                  | Porsche 907 Porsche 908                            | DAY | SEB | BRH | MON | TAR | NÜR | SPA | WAT | ZEL | LEM |     |     |     |     |     |     |     |     |     |     |
| 1968   | Porsche                                                  | Porsche 907 Porsche 908                            | 1   | DNF |     | 2   | 18  | 2   | 3   |     |     | 3   |     |     |     |     |     |     |     |     |     |     |
| 1969   | Porsche Siegfried Lang                                   | Porsche 908 Porsche 917                            | DAY | SEB | BRH | MON | TAR | SPA | NÜR | LEM | WAT | ZEL |     |     |     |     |     |     |     |     |     |     |
| 1969   | Porsche Siegfried Lang                                   | Porsche 908 Porsche 917                            | DNF | 3   | 6   | DNF | 3   | 4   | 2   | DNF |     |     |     |     |     |     |     |     |     |     |     |     |
| 1970   | Autodelta                                                | Alfa Romeo T33                                     | DAY | SEB | BRH | MON | TAR | SPA | NÜR | LEM | WAT | ZEL |     |     |     |     |     |     |     |     |     |     |
| 1970   | Autodelta                                                | Alfa Romeo T33                                     |     | 9   |     | 7   |     |     | DNF | DNF |     | DNF |     |     |     |     |     |     |     |     |     |     |
| 1971   | Autodelta                                                | Alfa Romeo T33                                     | BUA | DAY | SEB | BRH | MON | SPA | TAR | NÜR | LEM | ZEL | WAT |     |     |     |     |     |     |     |     |     |
| 1971   | Autodelta                                                | Alfa Romeo T33                                     | 3   |     | 2   | 16  | 4   |     | DNF | DNF |     | 3   | DNF |     |     |     |     |     |     |     |     |     |
| 1972   | Autodelta Dieter Quester                                 | Alfa Romeo T33 Chevron B21                         | BUA | DAY | SEB | BRH | MON | SPA | TAR | NÜR | LEM | ZEL | WAT |     |     |     |     |     |     |     |     |     |
| 1972   | Autodelta Dieter Quester                                 | Alfa Romeo T33 Chevron B21                         | DNF | DNF | DNF | 3   |     |     | DNF | 11  | DNF | 5   |     |     |     |     |     |     |     |     |     |     |
| 1973   | Autodelta                                                | Alfa Romeo T33                                     | DAY | VAL | DIJ | MON | SPA | TAR | NÜR | LEM | ZEL | WAT |     |     |     |     |     |     |     |     |     |     |
| 1973   | Autodelta                                                | Alfa Romeo T33                                     |     |     |     |     |     | DNF | DNF |     | DNF |     |     |     |     |     |     |     |     |     |     |     |
| 1974   | Autodelta Gelo Racing                                    | Alfa Romeo T33 Porsche Carrera RSR                 | MON | SPA | NÜR | IMO | LEM | ZEL | WAT | LEC | BRH | KYA |     |     |     |     |     |     |     |     |     |     |
| 1974   | Autodelta Gelo Racing                                    | Alfa Romeo T33 Porsche Carrera RSR                 | 2   |     | 2   | 2   |     | DNF |     | 5   |     | 6   |     |     |     |     |     |     |     |     |     |     |
| 1976   | Gelo Racing Porsche Jörg Obermoser                       | Porsche 934 Porsche 936 Porsche 935 TOJ SC304      | MUG | VAL | NÜR | MON | SIL | IMO | NÜR | ZEL | PER | WAT | MOS | DIJ | DIJ | SAL |     |     |     |     |     |     |
| 1976   | Gelo Racing Porsche Jörg Obermoser                       | Porsche 934 Porsche 936 Porsche 935 TOJ SC304      | 6   |     | 5   |     |     |     | DNF |     | 1   | 1   |     | 3   | DNF |     |     |     |     |     |     |     |
| 1977   | Porsche Jörg Obermoser Gelo Racing                       | Porsche 935 TOJ SC302                              | DAY | MUG | DIJ | MON | SIL | NÜR | VAL | PER | WAT | EST | LEC | MOS | IMO | SAL | BRH | HOK | VAL |     |     |     |
| 1977   | Porsche Jörg Obermoser Gelo Racing                       | Porsche 935 TOJ SC302                              |     | 1   | 9   | DNF | 3   | 1   |     |     |     |     |     |     |     |     |     | 11  |     |     |     |     |
| 1978   | Brumos Porsche Barbour Racing Toyota Deutschland Porsche | Porsche 935 Toyota Celica                          | DAY | SEB | MUG | TAL | DIJ | SIL | NÜR | LEM | MIS | DAY | WAT | VAL | ROD |     |     |     |     |     |     |     |
| 1978   | Brumos Porsche Barbour Racing Toyota Deutschland Porsche | Porsche 935 Toyota Celica                          | 1   | DNF |     |     |     |     | DNF | 8   |     |     | 2   |     |     |     |     |     |     |     |     |     |
| 1979   | Joest Porsche Barbour Racing                             | Porsche 935                                        | DAY | SEB | MUG | TAL | DIJ | RIV | SIL | NÜR | LEM | PER | DAY | WAT | SPA | BRH | ROA | VAL | ELS |     |     |     |
| 1979   | Joest Porsche Barbour Racing                             | Porsche 935                                        | 46  | 4   |     |     |     | 6   |     | 5   | 2   |     |     | 2   |     |     |     |     |     |     |     |     |
| 1980   | Joest Racing Kremer Racing                               | Porsche 935 Porsche 908                            | DAY | BRH | SEB | MUG | MON | RIV | SIL | NÜR | LEM | DAY | WAT | SPA | MOS | ROA | VAL | DIJ |     |     |     |     |
| 1980   | Joest Racing Kremer Racing                               | Porsche 935 Porsche 908                            | 1   |     |     |     |     |     |     | 1   | DNF |     |     |     |     |     |     |     |     |     |     |     |
| 1981   | Andial Racing                                            | Porsche 935                                        | DAY | SEB | MUG | MON | RIV | SIL | NÜR | LEM | PER | DAY | WAT | SPA | MOS | ROA | BRH |     |     |     |     |     |
| 1981   | Andial Racing                                            | Porsche 935                                        | DNF | 4   |     |     | DNF |     |     |     |     |     |     |     | 1   | 1   |     |     |     |     |     |     |
| 1982   | Kremer Racing Automobiles Rondeau Lancia                 | Porsche 935 Rondeau M382 Lancia LC1 Porsche CK5    | MON | SIL | NÜR | LEM | SPA | MUG | FUJ | BRH |     |     |     |     |     |     |     |     |     |     |     |     |
| 1982   | Kremer Racing Automobiles Rondeau Lancia                 | Porsche 935 Rondeau M382 Lancia LC1 Porsche CK5    | 2   |     | 2   | DNF | DNF |     |     |     |     |     |     |     |     |     |     |     |     |     |     |     |
| 1983   | Joest Racing                                             | Porsche 956                                        | MON | SIL | NÜR | LEM | SPA | FUJ | KYA |     |     |     |     |     |     |     |     |     |     |     |     |     |
| 1983   | Joest Racing                                             | Porsche 956                                        | 3   |     |     |     |     |     |     |     |     |     |     |     |     |     |     |     |     |     |     |     |